# Dendtler-Insel
Die Dendtler-Insel ist eine 21 km lange und vereiste Insel vor der Eights-Küste des westantarktischen Ellsworthlands. Sie liegt im östlichen Abschnitt des Abbot-Schelfeises zwischen der Farwell-Insel und der Fletcher-Halbinsel.
Kartografisch erfasst wurde sie durch Vermessungen des United States Geological Survey und mithilfe von Luftaufnahmen der United States Navy zwischen 1960 und 1966. Das Advisory Committee on Antarctic Names benannte sie 1968 nach Major Robert Dendtler von der United States Army, Koordinationsoffizier im Stab des Kommandeurs der Unterstützungseinheiten der US-Marine in Antarktika bei den Operations Deep Freeze der Jahre 1967 und 1968.